# Gambetto di donna rifiutato, variante di cambio
La variante di cambio è una variante dell'apertura del gioco degli scacchi chiamata gambetto di donna e fa parte in generale della partita di donna. È caratterizzata dal cambio tra il pedone del Bianco in c4 e il pedone del Nero in d5, con successiva ripresa del nero mediante il pedone in e6. Tale cambio può essere realizzato al terzo, quarto, quinto o anche sesto tratto. Sfugge pertanto a una rigida regolamentazione, anche se alcune caratteristiche sono comuni alle diverse varianti. Un esempio di cambio al quarto tratto è:
1. d4 d5
2. c4 e6
3. Cc3 Cf6
4. cxd5 exd5

Da notare che in questa variante il Nero non è obbligato a catturare di pedone: potrebbe catturare il pedone in d5 anche con il Cf6, portando dopo 5.e4 Cxc3 6.bxc3 c5 nella variante chiamata Semi-Tarrasch.
Un esempio di cambio al sesto tratto si ha a seguito delle mosse: 1.d4 d5 2.c4 e6 3.Cc3 Cf6 4.Ag5 Cbd7 5.e3 c6 6.cxd5 exd5. Molti manuali catalogano la variante di cambio sotto questa particolare sequenza.

## Analisi
La variante di cambio dà luogo a due tipi di strategia completamente differenti a seconda che il Bianco arrocchi corto o lungo.
Se il Bianco arrocca corto, la sua strategia si baserà su un attacco contro la catena dei pedoni neri dell'ala di donna piuttosto rigida, facendo leva sulla colonna c semiaperta e sulla mobilità di pedoni a e b per indebolire il pedone c6 o il pedone d5 del Nero. Tale strategia è nota con il nome di attacco di minoranza.
Ad esso il Nero deve opporre un rapido contrattacco sull'ala di re per non finire strangolato sull'ala di donna. In alcune varianti tuttavia il Nero può anche contrastare frontalmente le intenzioni aggressive del Bianco.
Se il Bianco arrocca lungo la strategia diviene quella usuale delle partite con arrocchi eterogenei, il Nero arrocca quasi sempre sul lato di re, con un centro stabile anche se non bloccato. Il Bianco cercherà di sfondare sull'ala di re e al centro (f3-e4-g4-h4) mentre il nero cercherà di reagire sull'ala di donna.

## Continuazioni
A seguito del cambio al quarto tratto delle possibili continuazioni possono essere:
- 1 d4 d5 2 c4 e6 3 Cc3 Cf6 4 cxd5 exd5 5 Ag5 c6 6 e3 h6 7 Ah4 Af5 8 Df3 Ag6 9 Axf6 Dxf6 10 Dxf6 gxf6 11 Rd2 Cd7 12 Ch3 Ad6 13 Cf4 Cf8 14 Cxg6 fxg6 15 Ad3 Rf7 16 h4 h5 17 Tab1 lieve vantaggio per il Bianco.
  - Interessante ma non corretto il tentativo del Nero di portare violente operazioni sul lato di donna con 8..Db6?! 9 Dxf5 Dxb2 10 Dc8+ Re7 11 Tb1 Dc3+ 12 Rd1 g5 13 Ag3 Ce4 14 Cf3 Ag7 (13.. Cd7 14 Dxa8 g4 15 Ah4+ Rd6 15 Dxb7 gxf3 16 Db2 fxg2 17 Axg2 Dxb2 18 Txb2 Rc7 19 Axe4 dxe4 20 Tg1 il nero ha buon gioco) 15 Txb7 Rf6 16 Ae5+ Rg6 17 Ch4+! gxh4 18 De6+!
- 4... exd5 5 Ag5 c6 6 e3 Ae7 7 Ad3 Cbd7 8 Cbd2 Ch5 9 Axe7 Dxe7 10 Dc2 g6 11 0-0-0 Cb6 12 Rb1 Cg7 13 Cg3 con gioco pari.

Alcune continuazioni con il cambio al sesto tratto:
- 1 d4 d5 2 c4 e6 3 Cc3 Cf6 4 Ag5 Cbd7 5 e3 c6 6 cxd5 exd5 7 Cf3 Ae7 8 Ad3 0-0 9 Dc2 Te8 10 0-0 Cf8 11 h3 g6 12 Tab1 Ce6 13 Ah6 Cg7 14 b4 a6 15 a4 Af5 16 Axg7 Axd3 17 Dxd3 Rxg7 18 b5 con gioco lievemente superiore per il Bianco.
  - 7 Ad3 Ae7 8 Dc2 0-0 9 Cge2 Te8 10 g4 Cxg4?! 11 Axh7+ Rf8 12 Af4 Cb6 13 h3 il Bianco è preferibile.
    - 10.. Cf8 11 h3 b5 12 0-0-0 a5 13 Rb1 a4 14 Cg3 Da5 15 Cce2 Ad7 16 Af5 b4 17 Axf6 con gioco aperto per entrambi.

## Partite

### Fuster - Simagin (Mosca, 1949)
1 d4 d5 2 c4 e6 3 Cc3 Cf6 4 Ag5 Cbd7 5 e3 c6 6 cd ed 7 Cf3 Ae7 8 Dc2 0-0 9 Ad3 Te8 10 0-0 Cf8 11 Tab1 a5 12 Tfc1 h6 13 Af4 Ch5 14 Ae5 Ag4 15 Cd2 Ad6 16 Axd6 Dxd6 17 Ca4 Cg6 18 Dc5 Df6 19 Cb6 Tad8 20 Dxa5 Ch4 21 Af1 Dg5 22 Rh1 Cf6 23 g3 Cf3 24 Ag2 Dh5 25 Cxf3 Axf3 26 De1 Td6 27 Rh1 Axg2 28 Rxg2 Cg4 29 h3 Cxf2! 30 Dxf2 Tf6 31 Dg1 De2+ 32 Rh1 Tf2 33 abbandona

### Aroni - Furman (Gor'kij 1950)
1 d4 d5 2 c4 e6 3 Cc3 Cf6 4 Ag5 Cbd7 5 e3 c6 6 cd ed 7 Ad3 Ae7 8 Dc2 0-0 9 Cge2 Te8 10 g4 Cf8 11 h3 C6d7 12 Axe7 Dxe7 13 0-0-0 Cb6 14 Cg3 Ad7 15 rb1 Cc8 16 Tde1 Cb6 17 Cce2 Tac8 18 tc1 Tc7 19 Cf4 Ac8 20 Thg1 Rh8 21 g5! g6 22 h4 Ce6 23 h5 Cxg5 24 hg fg 25 Th1 Rg8 26 Axg6 Tf8 27 Ad3 Df6 28 Tcg1 h6 29 Cg6 Ch3 30 Cxf8 Rxf8 31 Ch5 Df3 32 Ae2 Df5 33 e4! Dxe4 34 Tg8+! Rf7 35 Dxe4 de 36 Tg7+ abbandona

### Reshewsky - Treysman (New York 1936)
1 d4 d5 2 c4 e6 3 Cc3 Cf6 4 Ag5 Cbd7 5 e3 c6 6 cd ed 7 Dc2 Ae7 8 Ad3 0-0 9 Cf3 Te8 10 h3 Cf8 11 Af4 Ad6 12 Axd6 Dxd6 13 0-0 Ae6 14 Tfb1 Te7 15 b4 Tc7 16 Dd2 De7 17 Dc2 Ce8 18 a4 Cd6 19 Tc1 Tac8 20 Db2 Cg6 21 b5 Df6 22 bc! bc 23 Aa6 Td8 24 Cb5! Cxb5 25 ab Tb8 26 Da3 Af5 27 Tc5 Dd6 28 Da5 Ae6 29 Tac1 Tb6 30 bc Tbxc6 31 Ab7! Txc5 32 dc De7 33 c6 Ac8 34 Axc8 Txc8 35 Dxd5 De6 36 Dc5 Tc7 37 Cd4 De7 38 Cb5 abbandona